# Leicester House

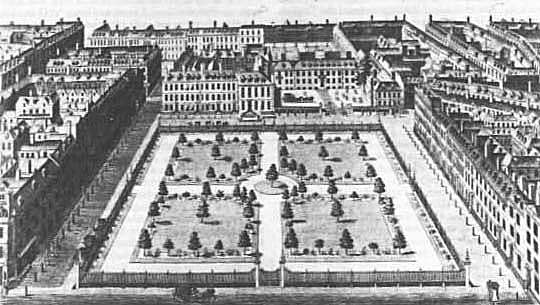
Leicester Square um 1750, Blick nach Norden. Das große Haus hinter dem Vorplatz in der Nordostecke (Hintergrund, rechte Seite) ist Leicester House, damals die Residenz von Friedrich, Prince of Wales.

Leicester House war ein Herrenhaus im heutigen Westend der britischen Hauptstadt London. Heute befindet sich auf dem Gelände seines ehemaligen Gartens der Leicester Square.

## Geschichte
Leicester House und Leicester Square sind nach Robert Sidney, 2. Earl of Leicester, benannt. 1630 kaufte er 1,6 Hektar Land in St Martin’s Field. 1635 ließ er am nördlichen Ende des Anwesens ein großes Haus, Leicester House, als Stadthaus für sich bauen. Das Gelände südlich des Hauses wurde eingefriedet, sodass die Einwohner der Pfarre St Martin-in-the-Fields ihr Recht auf die Nutzung des bis dahin öffentlich zugänglichen Landes verloren.
Die Einwohner beschwerten sich darüber bei König Karl I. und dieser bestimmte drei Angehörige seines persönlichen Beraterstabes zur Schlichtung. Lord Leicester wurde schließlich angewiesen, einen Teil des Geländes, der danach Leicester Field, später Leicester Square, genannt wurde, für die Gemeindemitglieder zur Nutzung freizugeben. Das Gelände wurde in den 1670er-Jahren angelegt, wobei der nördliche Teil des Platzes Teil der neuen Pfarre St Anne wurde. 
Die Gegend war anfangs en vogue und Leicester House wurde nach der Restauration der Stuart-Monarchie 1662 von Elisabeth Stuart, der Tante des Königs Karl II. und Witwe des Pfälzer Kurfürsten und böhmischen „Winterkönigs“, gemietet, die aber alsbald starb. 1717 bezog es ihr Urenkel, der Prince of Wales und spätere König Georg II. mit seiner Familie, ebenfalls als Mieter. Dessen Sohn Friedrich, Prince of Wales, bewohnte es danach ebenfalls kurz. 1775 verkaufte es der Earl of Leicester an den Naturforscher Ashton Lever, der hier ein Museum für Kuriositäten der Natur namens Holophusikon einrichtete.
Ab Ende des 18. Jahrhunderts galt der Leicester Square nicht mehr als feine Adresse und diente zunehmend öffentlichen Unterhaltungsveranstaltungen, einschließlich Bordellen. In den Jahren 1791 und 1792 wurde das Haus schließlich abgerissen. An seiner Stelle steht heute ein Kino.

## Weiterführende Literatur
- John Timbs: Curiosities of London: Leicester Square. 2. Auflage. J. C. Hotten, London, 1867, OCLC 12878129 (englisch, archive.org).

Koordinaten: 51° 30′ 38,9″ N, 0° 7′ 49″ W